# كلوديا كوفاتش
كلوديا كوفاتش (بالمجرية: Kovács Klaudia)‏ هي لاعبة كرة قدم مجرية، ولدت في 17 نوفمبر 1990 في Kiskunfélegyháza ‏ في المجر. لعبت مع Astra Hungary FC ‏.

## وصلات خارجية
- كلوديا كوفاتش على موقع الاتحاد الأوربي (الإنجليزية)
- كلوديا كوفاتش على موقع قاعدة بيانات كرة القدم.إي يو (الإنجليزية)